# Capilla de la Santa Cruz de Arriba (Rociana del Condado)
La Capilla de la Santa Cruz de Arriba es un templo católico que se encuentra en el municipio de Rociana del Condado, provincia de Huelva (España). En esta capilla se encuentra la Santa Cruz de Arriba, una de las principales representaciones que procesionan durante la festividad de las Cruces de Mayo.

## Descripción
Es una capilla de pequeñas dimensiones, con una fachada de estilo barroco pintada en color blanco y albero, dividida en dos partes. En la zona inferior se encuentra una gran puerta de acceso con un arco de medio punto, cuyo trasdós está decorado con una moldura sencilla terminada en una estrella geométrica, enmarcada a ambos lados por dos pilastras que terminan en triglifos. Dos faroles de forja a cada lado de la puerta iluminan la fachada. 
En la parte superior, sobre un basamento a modo de friso con once arquillos ciegos polilobulados, se encuentra la espadaña, también de estilo barroco, que alberga una única campana. La espadaña se enmarca por dos pilastras y se remata por un frontón terminado en una cruz de cerrajería, junto al cual se sitúan dos pirámides tronco-cónicas partidas.

## Historia
Fue edificada en el año 1969 en un solar donado por Andrés Ramos López. En 1980 se reformó y se incorporó la campana a su fachada, la cual fue realizada en los mismos talleres y en el mismo tiempo que las de la Ermita de la Virgen del Rocío.